# شاه‌کلید (فیلم)
شاه‌کلید (به انگلیسی: The skeleton key) فیلمی ترسناک-تعلیقی محصول سال ۲۰۰۵ است که توسط ایان سافتلی کارگردانی شده است. نویسندهٔ فیلم‌نامه ایرن کروگر بوده است. مدت فیلم ۱۰۴ دقیقه و درجهٔ سنی آن PG-۱۳ است. کیت هادسن، جنا رولندز، پیتر سارسگارد، جان هارت و جوی برایانت در این فیلم بازی کرده‌اند.
شاه‌کلید در ۱۲ اوت ۲۰۰۵ در ایالات متحده منتشر شد، پس از دریافت تاریخ اکران قبلی که در ۲۹ ژوئیه ۲۰۰۵ در بریتانیا به نمایش در آمده بود. این فیلم ۹۴ میلیون دلار در سراسر جهان فروش کرد در حالی که ۴۳ میلیون دلار بودجه ساخت آن بوده است. 

## داستان
کارولین (با بازی کیت هادسن) یک مددکار در بیمارستانی در نیواورلئان است که پس از مرگ آخرین بیمارش، شغل‌اش را رها کرده و به‌عنوان یک پرستار خصوصی در یک خانهٔ دورافتاده در کنار یک رودخانه در جنوب لوئیزیانا مشغول به‌کار می‌شود. بانوی مسن این خانه، ویولت (با بازی جینا رولندز) زنی متفاوت است که به یک پرستار برای مراقبت از همسرش بن (با بازی جان هارت) نیاز دارد. بن در گذشته دچار یک نوع تشنج شدید شده و اکنون فلج شده و قدرت تکلم نیز ندارد.
ویولت به کارولین شاه کلیدی می‌دهد تا بتواند با آن در تمام اتاق‌های خانه را باز کند اما کارولین متوجه می‌شود که این کلید در اتاق کوچک زیرشیروانی خانه را-که اتفاقاً بن در آنجا دچار تشنج شده- باز نمی‌کند. کارولین از روی کنجکاوی سعی می‌کند وارد آن اتاق شود و پس از وارد شدن به آنجا اشیای عجیب و غریبی را پیدا می‌کند: از جمله شیشه‌هایی حاوی اعضای بدن، ابزارهای جادو و یک عروسک جادوگری وودو.
پس از آن ویولت به کارولین می‌گوید که آن اتاق متعلق به دو خدمتکار سیاه‌پوست به اسامی ماما سیسیل و شوهرش پاپا جاستیفای بوده که در دههٔ ۱۹۲۰ در این خانه زندگی می‌کردند. یک شب که این دو خدمتکار در حضور بچه‌های صاحبخانهٔ وقت، مشغول انجام مراسم هوودوو (hoodoo) بوده‌اند، صاحبخانه و مهمانان آن‌ها را گیر انداخته و جلوی چشم بچه‌ها، به دار آویخته‌اند. کارولین این داستان را باور نمی‌کند اما پس از مدتی که از حضورش در آن خانه می‌گذرد و پس از یک سلسله اتفاق‌های مرموز، حس کنجکاوی او در مورد این رخدادها و ارتباط آن‌ها با وضعیت بن-که از کارولین می‌خواهد او را نجات دهد- برانگیخته می‌شود.

### پیچش فیلم
کارولین در ادامه در می‌یابد که ویولت یکسری اقداماتی را انجام می‌دهد که به سلامتی بن ضربه می‌زند و همچنین قصد دارد کارولین را نیز از بین ببرد بنابراین از یک وکیل جوان به اسم لوک (با بازی پیتر سارسگارد) کمک می‌گیرد. این وکیل توسط خانم ویولت استخدام شده تا وصیتنامهٔ او و بن را بنویسد. در شب آخر، کارولین در خانه لوک نشانه‌هایی را پیدا می‌کند که در می‌یابد لوک در واقع دستیار ویولت در این اتفاقات بوده است. لوک کارولین را گرفته و به خانه نزد ویولت می‌برد.
کارولین موفق می‌شود خودش را نجات دهد و می‌کوشد تا با ریختن یک گرد سرخ رنگ (پودر آجر) در جلوی در اتاقها-که گفته شده مانع از آسیب دیدن می‌شود- از خودش محافظت کند. پس از اینکه او به‌طور اتفاقی پاهای ویولت را می‌شکند به اتاق زیر شیروانی فرار می‌کند و وقتی مقدمات مراسم هوودوو را در آنجا آماده می‌بیند تصمیم می‌گیرد با ترسیم یک دایره کف اتاق، حفاظی دور خودش بکشد. ویولت وارد اتاق می‌شود و به او می‌گوید که آن‌ها منتظر بودند تا او این مراسم را باور کند و به آن اعتقاد پیدا کند. کارولین می‌کوشد تا این حقیقت را که او اکنون هوودوو را باور کرده انکار کند اما نمی‌تواند خودش را متقاعد سازد.
ویولت یک آینه در مقابل کارولین می‌گیرد که تصویر ماما سیسیل در آن ظاهر می‌شود. او آینه را به سمت کارولین هل می‌دهد و آینه با او برخورد کرده و خرد می‌شود. صبح روز بعد، کارولین از خواب بیدار می‌شود و به سمت ویولت که تقریباً بیدار شده می‌رود و سیگارهای او را برداشته و مشغول کشیدن می‌شود و با گفتن جمله‌ای بیننده در می‌یابد که این روح ماما سیسیل است که درون بدن کارولین قرار گرفته است. در واقع آینه باعث شده که روح ماما سیسیل از بدن ویولت بداخل جسم کارولین منتقل شود و روح کارولین در بدن ویولت قرار بگیرد. لوک وارد اتاق می‌شود و بیننده می‌فهمد که لوک نیز در واقع بدنش توسط روح پاپا جاستیفای اشغال شده و روح لوک واقعی اکنون در بدن بن-که قبلاً توسط روح پاپا جاستیفای اشغال شده بوده- قرار دارد.
ماما سیسیل (در جسم کارولین) مایعی را به کارولین (در بدن ویولت) می‌خوراند که باعث می‌شود او دچار شبه تشنج شود و بنابراین نتواند صحبت کند و به پلیس واقعیت این ماجرا را بگوید. در پایان فیلم متوجه می‌شویم که بن و ویولت خانه را برای کارولین (که اکنون روح ماما سیسیل بدنش را اشغال کرده) به ارث گذاشته‌اند و آن دو را به یک آسایشگاه سالمندان منتقل می‌کنند.
با دقت در فلاش‌بک‌ها و دیالوگ‌های فیلم درمی‌یابیم که ماما سیسیل و پاپا جاستیفای در واقع طی مراسم هوودوو، روح‌شان را به بدن فرزندان مالک سابق خانه منتقل کرده بودند و روح بچه‌ها به بدن آن‌ها منتقل شده بود و صاحبان خانه در واقع در آن شب شوم مجازات، فرزندان خودشان را به دار آویخته بودند. همچنین در سال ۱۹۶۲ نیز آن‌ها روحشان را به بدن بن و ویولت منتقل کرده‌اند تا بن و ویولت واقعی در بدن بچه‌ها بمیرند. زمانی‌که بن و یولت نیز پیر می‌شوند آن‌ها یکبار دیگر به بدن لوک و کارولین منتقل می‌شوند و در واقع ماما سیسیل و پاپا جاستیفای از سال ۱۹۲۰ در جسمهای مختلف آن خانه را تصرف کرده‌اند.

## مراسم هوودوو چیست
هوودوو یک مراسم جادوی سیاه است که در افسانه‌های آفریقائی-آمریکایی به‌آن اشاره شده است. این مراسم در ابتدا توسط مهاجران غرب آفریقا به آمریکا آورده شد. گفته می‌شود هدف از انجام هوودوو این است که فرد بتواند برای بهبود زندگی خویش، به قدرت‌های ماوراءالطبیعه دسترسی داشته باشد.